# Cossoine
Cossoine – miejscowość i gmina we Włoszech, w regionie Sardynia, w prowincji Sassari. Graniczy z Bonorva, Cheremule, Giave, Mara, Padria, Pozzomaggiore, Romana, Semestene i Thiesi.
Według danych na rok 2004 gminę zamieszkiwało 981 osób, 25,8 os./km².